# Basilej-město
Basilej-město (německy Basel-Stadt, francouzsky Bâle-Ville, italsky Basilea-Città, rétorománsky Basilea-Citad) je kanton na severozápadě Švýcarska. Hlavním a zároveň nejlidnatějším městem je Basilej. Tento městský kanton je rozlohou nejmenší a zároveň nejhustěji osídlený švýcarský kanton a skládá se z města Basileje a přilehlých obcí Riehen a Bettingen.

## Geografie
Polokanton Basilej-město se nachází na severozápadě Švýcarska. Rozlohou necelých 37 km² je vůbec nejmenším švýcarským kantonem, počtem obyvatel se řadí na 15. místo z 26. Obec Basilej se nachází v ohbí Rýna, kde se do Rýna vlévá řeka Birsig, která mění směr toku ze západu na sever. Rýnský ohyb tvoří jižní konec Hornorýnské nížiny. Kanton Basilej-město sousedí na jihu s kantonem Basilej-venkov, na severu s Německem a na severozápadě s Francií.
Kromě města Basileje se v kantonu se severně od Rýna nacházejí dvě venkovské obce Riehen a Bettingen. Riehen se rozkládá v údolí Wiesental a má přes 20 000 obyvatel. Bettingen se dělí na místní části Bettingen Dorf a St. Chrischona, má asi 1200 obyvatel a leží na kopci, jehož nejvýraznějším bodem je televizní věž St. Chrischona. Tento vrch je zároveň nejvýše položeným bodem kantonu.

## Historie

Basilej (18. století)

Původní jednotný kanton Basilej se připojil ke Staré konfederaci roku 1501.
Kanton v současných hranicích vznikl v roce 1833, kdy se v rámci rozdělení kantonu Basilej oddělil od tehdejšího kantonu Basilej dnešní kanton Basilej-venkov. K rozdělení došlo z iniciativy venkovských částí dosavadního kantonu, které neměly stejná práva jako kantonální metropole, město Basilej, které se však proti rozdělení postavilo. Od té doby probíhalo hnutí za sjednocení. Toto hnutí nabylo na síle po roce 1900, kdy se mnohé části Basileje-venkova industrializovaly. Město Basilej mělo dlouho ve své ústavě článek o sjednocení, který byl vypuštěn až při celkové revizi ústavy v roce 2006. Ústava kantonu Basilej-venkov stanovuje nezávislost. Oba polokantony se v zásadě dohodly na sjednocení, ale obyvatelé Basileje-venkova se opakovaně vyslovili proti tomuto návrhu ve prospěch zachování nezávislosti. V roce 1969 se konalo hlasování o sjednocení, v němž se voliči v Basileji-městě vyslovili jednoznačně pro a v Basileji-venkově proti. V září 2014 se konalo další referendum o sloučení obou polokantonů. V Basileji-městě opět zaznělo ano (tentokrát však těsnějším rozdílem 54,9 %), zatímco v Basileji-venkově bylo sloučení opět jasně odmítnuto (68,3 % ne). Pragmatickým východiskem z tohoto dilematu jsou společné správní jednotky a instituce a dobrovolné sladění zákonů a nařízení.
Historie kantonu Basilej-město je do značné míry totožná s historií Basileje, která dominuje městskému kantonu.

## Obyvatelstvo

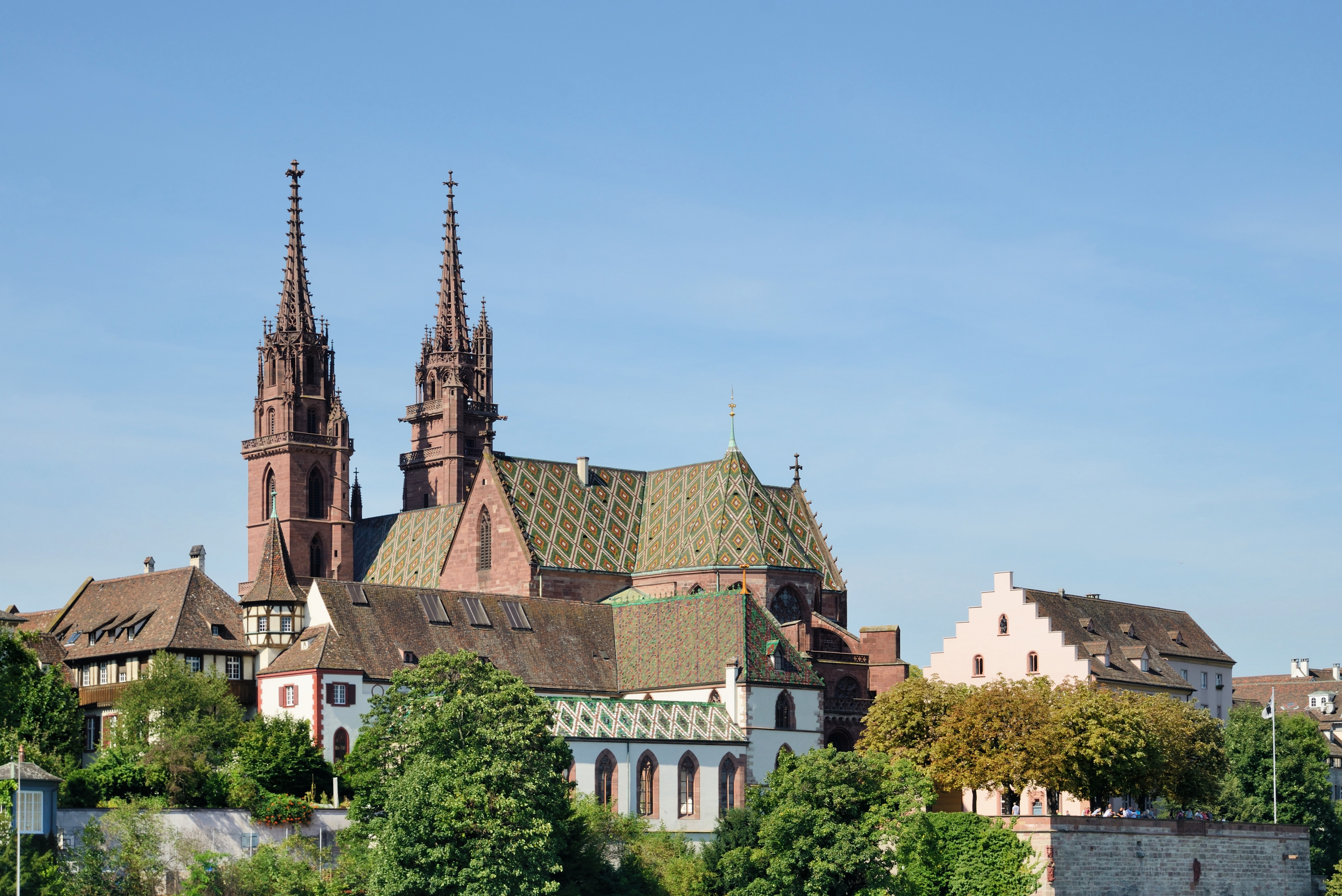
Klášterní návrší v Basileji

Obyvatelstvo kantonu Basilej-město je velmi různorodé a odráží historii kantonu jako významné obchodní a průmyslové lokality. Od 80. let 20. století má počet obyvatel klesající tendenci, mezi důležité důvody patří migrace do sousedních obcí v jiných kantonech a strukturální úbytek pracovních míst v souvislosti se změnou průmyslové výroby. K 31. prosinci 2022 žilo v kantonu Basilej-město 196 786 obyvatel. Hustota zalidnění činí přes 5300 obyvatel na km², což je téměř 26krát více než švýcarský průměr (212 obyvatel na km²). Podíl cizinců (obyvatel přihlášených k trvalému pobytu, avšak bez švýcarského občanství) činil k 31. prosinci 2019 36,6 %, zatímco v celé zemi bylo registrováno 25,3 % cizinců. 30. června 2021 činila míra nezaměstnanosti 3,8 %, na spolkové úrovni pak 2,8 %.

### Jazyky
Úředním jazykem v kantonu je němčina.
Dle statistiky z roku 2019 převážná většina obyvatel hovoří německy (76,8 %), menší část pak anglicky (12,1 %). Třetím nejrozšířenějším jazykem je italština (6,1 %), následovaná francouzštinou (5,0 %).

### Náboženství
Dříve dominantní protestantská populace se snížila z 85 000 v roce 1980 na 27 000 na konci roku 2017. Kanton Basilej-město je jedním z nejvíce ateistických ve Švýcarsku – v roce 2019 uvedlo 52,8 % obyvatel, že je bez vyznání. Římskokatolická a reformovaná církev měly téměř stejný podíl obyvatel – 14,9, resp. 14,6 %.

## Politika

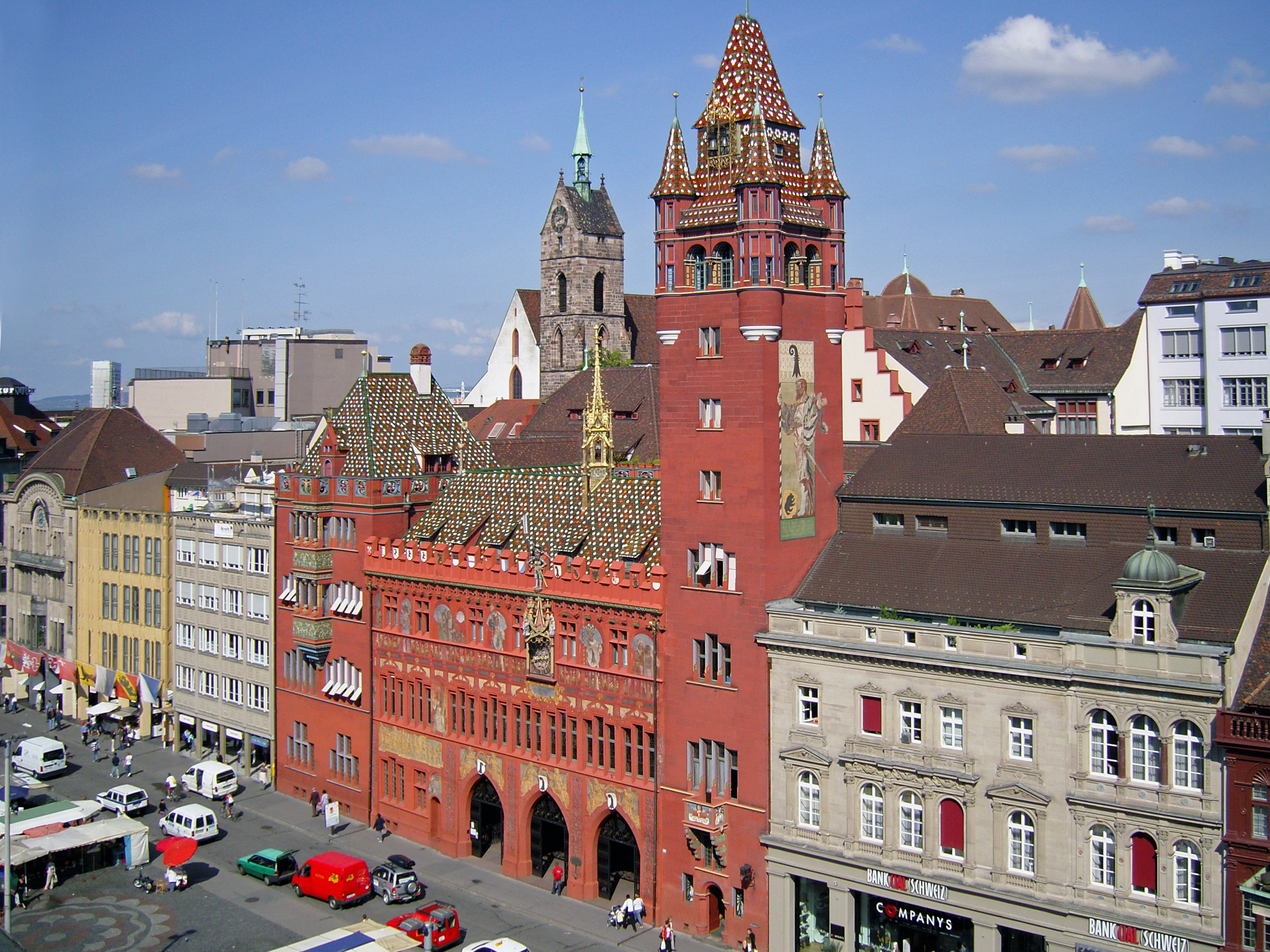
Basilejská radnice

Voliči kantonu Basilej-město přijali 30. října 2005 současnou kantonální ústavu. Ta vstoupila v platnost 13. července 2006 a nahradila ústavu z 2. prosince 1889.
Ve státoprávním uspořádání, platném od roku 2000 mají bývalé polokantony, kterých je celkem šest, stejné postavení jako kantony s tím, že mají ve švýcarské Státní radě pouze po jednom zástupci místo obvyklých dvou.

### Přímá demokracie
3000 voličů může předložit formulovanou (formulovanou) nebo obecnou (neformulovanou) lidovou iniciativu týkající se změny ústavy nebo změny, přijetí nebo zrušení zákona nebo rozhodnutí Velké rady, které je předmětem referenda.
Všechny změny ústavy, všechny formulované lidové iniciativy a všechny neformulované lidové iniciativy, které nejsou schváleny Velkou radou, podléhají povinnému referendu.
2000 voličů může požadovat referendum o rozhodnutí Velké rady o přijetí, změně nebo zrušení zákona nebo o výdaji v určité výši stanovené zákonem (fakultativní referendum).

### Legislativa
Kantonální parlament se nazývá Velká rada (německy Grosser Rat). Tvoří ji 100 členů, kteří jsou voleni dle systému poměrného zastoupení na čtyřleté funkční období. Velká rada zasedá na radnici v Basileji.

### Vláda
Vláda kantonu, nazývaná Vládní rada (německy Regierungsrat) je volena většinou hlasů na čtyřleté funkční období. Skládá se ze sedmi členů. Na rozdíl od většiny ostatních kantonů, které mají rotační systém (předsednictví se každoročně střídá), je předseda vlády volen občany, a to na celé čtyřleté volební období.

### Soudnictví
Nejvyšším soudem v Basileji-městě je odvolací soud kantonu Basilej-město. Je zároveň kantonálním správním soudem a kantonálním ústavním soudem a vykonává dohled nad soudy prvního stupně.
Odvolacímu soudu jsou podřízeny Občanský soud, Trestní soud, Trestní soud pro mladistvé a Soud pro sociální pojištění.

### Správní členění

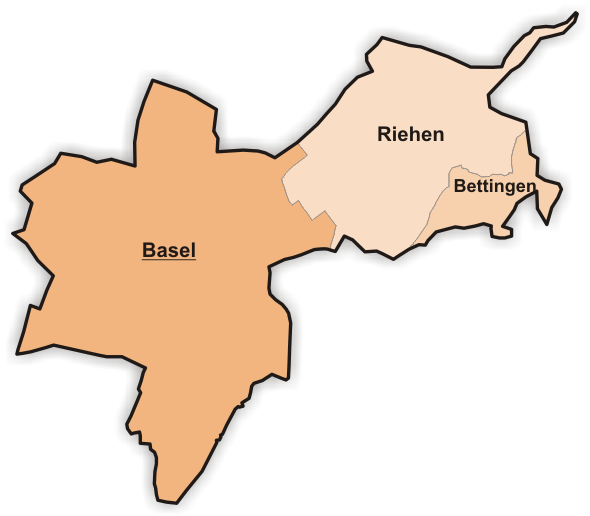
Mapa obcí kantonu Basilej-město

Po oddělení od kantonu Basilej-venkov tvořily městský kanton dva okresy, Stadtbezirk s obcí Basilej a Landbezirk s obcemi Kleinhüningen, Riehen a Bettingen. Kantonální ústava z roku 1889 úroveň okresů zrušila.
Spolkový statistický úřad (BFS) však uvádí celý kanton jako jeden okres pod identifikátorem BFS-ID 1200.

#### Obce
Obec Kleinhüningen je od roku 1908 součástí města Basileje. Kanton tak v současnosti tvoří tři politické obce.
Níže jsou uvedeny všechny tři obce ve stavu k 31. prosinci 2020:
| Obec                   | Počet obyvatel |
| ---------------------- | -------------- |
| Basilej (hlavní město) | 173 863        |
| Riehen                 | 21 705         |
| Bettingen              | 1167           |

## Ekonomika

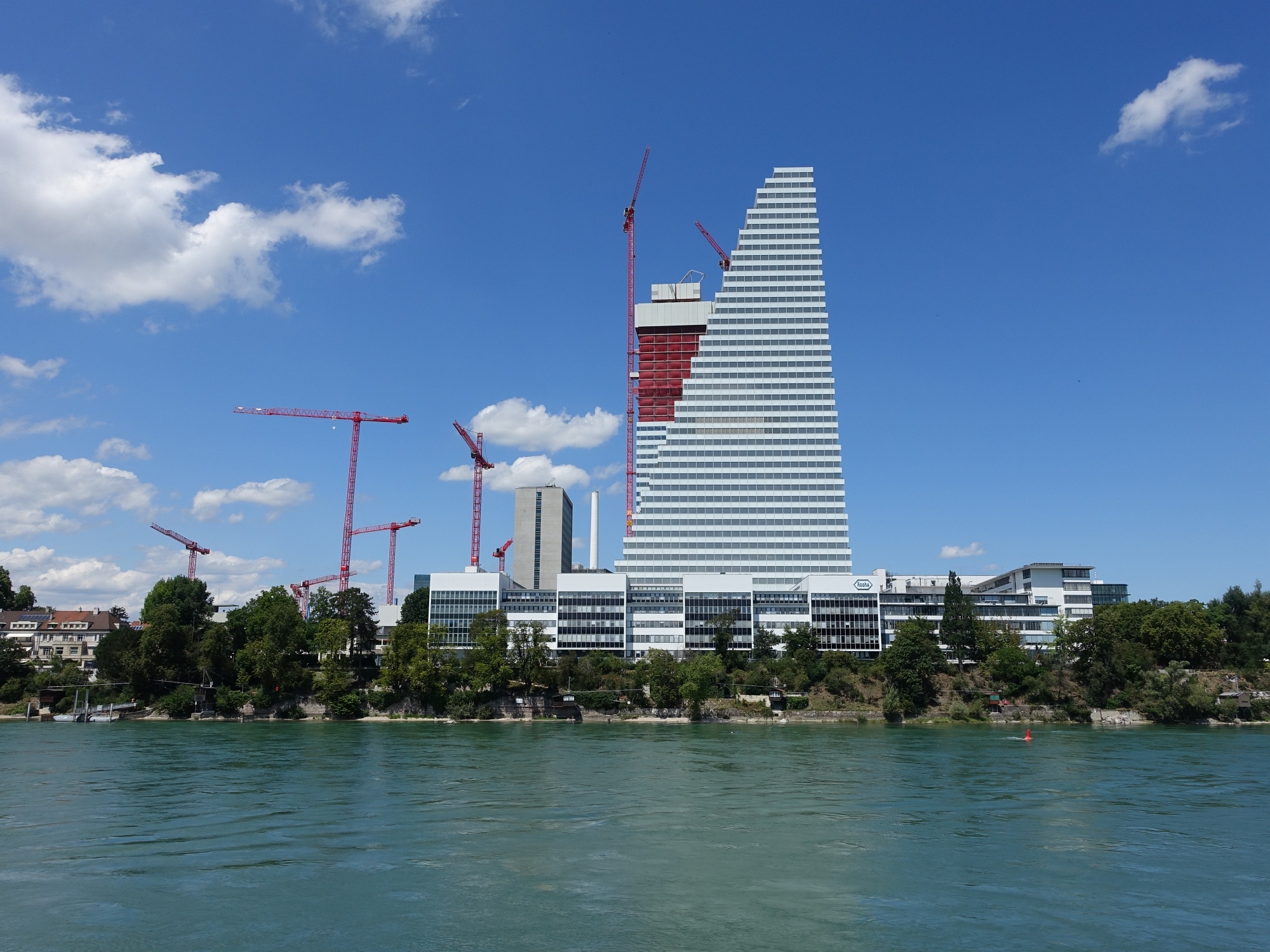
Obchodní čtvrť v Basileji

Hospodářská oblast Basileje je považována za druhé největší hospodářské centrum Švýcarska po Curychu. Největší význam v kantonu má chemický a farmaceutický průmysl. Sídlí zde například společnosti Novartis, Hoffmann-La Roche a další.

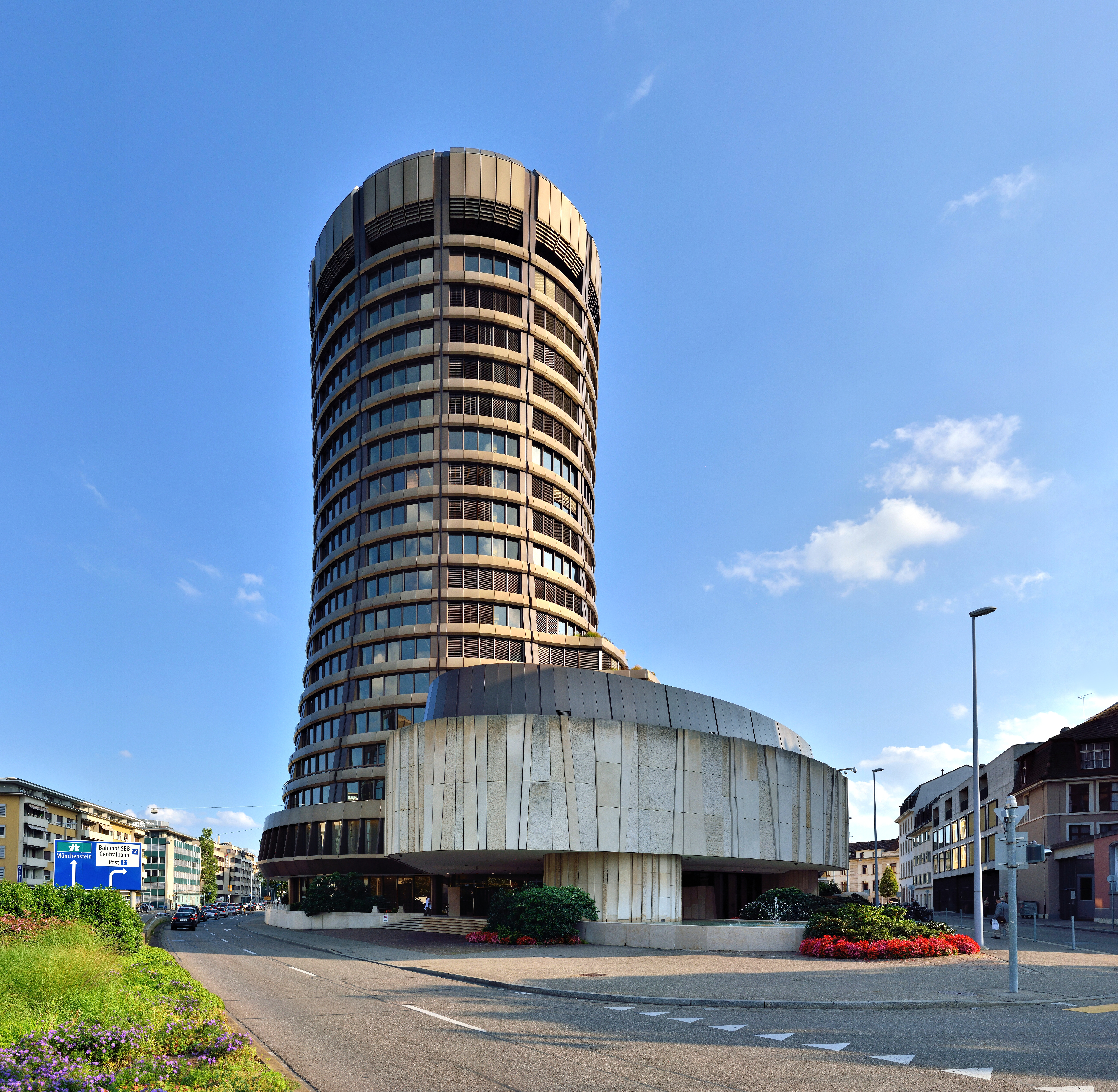
Budova Banky pro mezinárodní vypořádání v Basileji

Ve městě Basilej působí řada nadnárodních společností, které přitahují pracovníky jak ze samotného kantonu Basilej-město, tak i z jiných kantonů a oblastí za hranicemi ve Francii a Německu. Důležité je bankovnictví a finančnictví a obecně sektor služeb. Malé a střední podniky zaměstnávají značný počet lidí, a to jak ve městě, tak v obou obcích. Kanton je také známý svým bankovním sektorem a tím, že je celosvětovým sídlem Banky pro mezinárodní vypořádání.
Z hospodářského hlediska nejsou od oblasti kantonu Basilej-město odděleny ani sousední země v Německu a Francii. Toto spojení usnadňuje dobré dopravní spojení přes hranice a také vstřícné místní samosprávy.
Kanton Basilej-město má nejvyšší hrubý domácí produkt na obyvatele v celém Švýcarsku, před kantony Zug a Ženeva. V roce 2018 činil HDP na obyvatele kantonu 203 967 švýcarských franků, což je více než dvojnásobek průměru celého Švýcarska (83 333 CHF v roce 2018). Z hlediska hodnoty tvoří více než 94 % vývozu zboží města Basilej chemický a farmaceutický průmysl. Díky výrobním závodům umístěným v průmyslové zóně Schweizerhalle na jihovýchodě města se Basilej podílí na švýcarském vývozu 20 procenty.
Skutečnost, že se tři státy setkávají na jednom místě nedaleko Basileje (tzv. Dreiländereck), pomáhá přitahovat turisty. Každoroční karneval přitahuje velké množství lidí z celého Švýcarska a sousedních zemí.
I přes vysokou urbanizaci je v kantonu zastoupeno i zemědělství. V roce 2020 na 40,8 % zemědělské půdy kantonu ekologicky hospodařily 4 zemědělské podniky.

## Doprava

### Silniční doprava
Basilej je uzlem severojižní silniční dopravy z Francie a Německa přes Švýcarsko. Dálnice A3 z Francie se přes Nordtangente dostává na městskou dálnici A2, takzvanou Osttangente, která vede dopravu z Německa přes město na jih. Za městem se obě větve opět rozdělují. A2 pokračuje na Gotthard a Bern a A3 na Curych. Dne 9. února 2020 se voliči v Basileji-městě vyslovili pro co nejekologičtější dopravu od roku 2050. V roce 2021 činila míra automobilizace (počet osobních automobilů na 1000 obyvatel) 328. Je to výrazně méně než v jiných kantonech (např. sousední Basilej-venkov: 519, Solothurn: 583) a tento jev způsobuje zejména vysoká urbanizace, malá rozloha a kvalitní veřejná doprava na území kantonu.

### Letecká doprava
Letiště Basel-Mulhouse-Freiburg (EuroAirport) se nachází zcela na francouzském území, ale je rozděleno na francouzský a švýcarský sektor. Ten je se Švýcarskem spojen celní extrateritoriální silnicí, tzv. bezcelní silnicí, která začíná v Basileji pod názvem Flughafenstrasse. 

### Železniční doprava

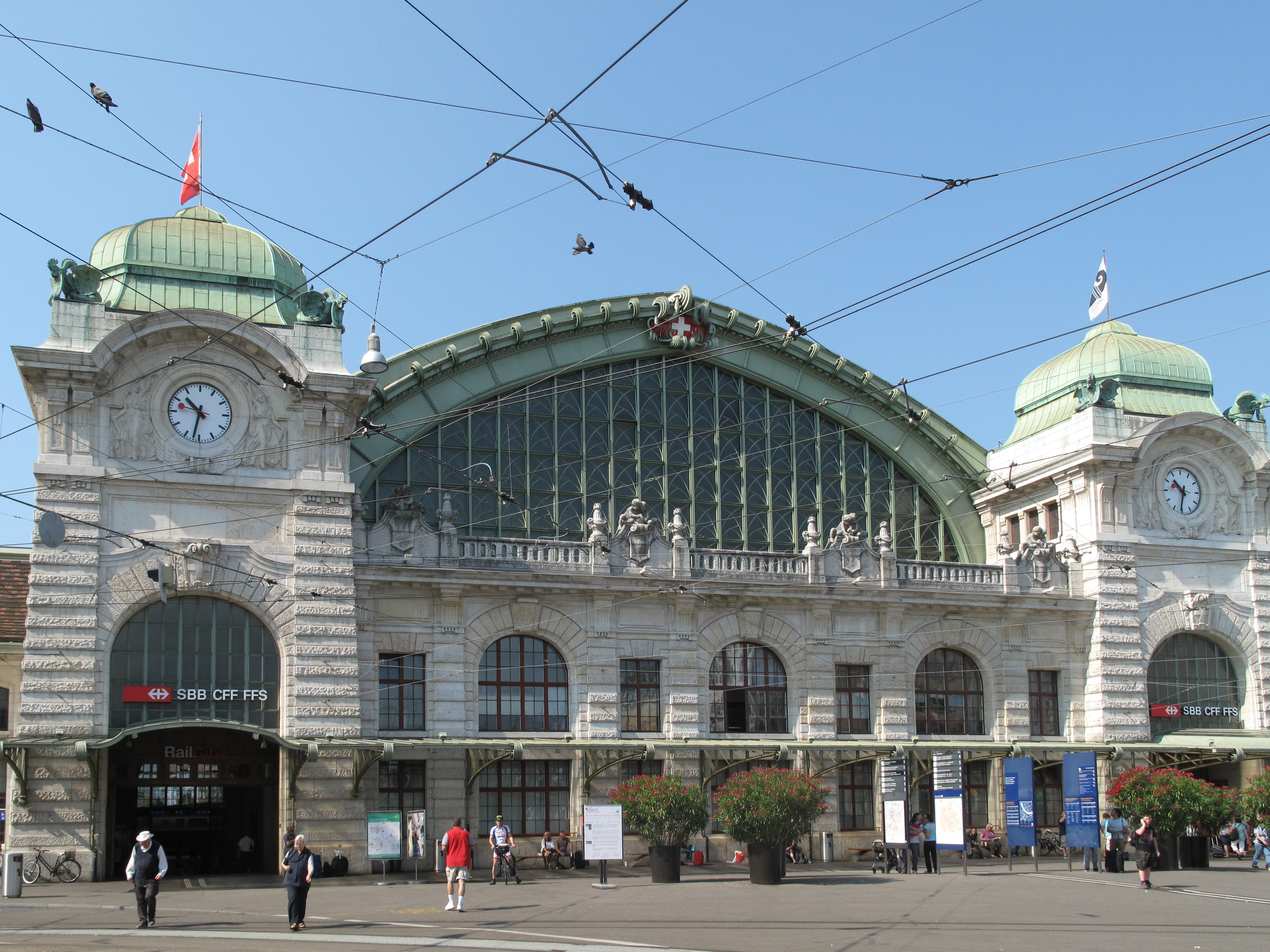
Železniční stanice Basel SBB

Kanton Basilej-město má tři mezinárodní železniční stanice. Švýcarské nádraží Basel SBB a francouzské nádraží Basel SNCF se nacházejí v jedné budově jižně od centra města ve čtvrti Grossbasel. Při přechodu ze švýcarského nádraží na francouzské je třeba překročit celní hranici. Nádraží Badischer Bahnhof (známé také pod názvem Basel Bad), provozované společností Deutsche Bahn, se nachází ve čtvrti Kleinbasel a od Švýcarska je rovněž odděleno celnicí. Tuto stanici využívají především cestující z Německa, kteří přestupují mezi linkami Hochrhein, Wiesental (linka S6 basilejské S-Bahn v trase Basel SBB – Lörrach – Zell im Wiesental) a Oberrheinbahn a musí projet švýcarským územím.
Nacházejí se zde také čtyři místní železniční stanice. St. Jakob leží na trati Bözberg a Hauenstein do Muttenzu; vlaky zde však zatím zastavovaly pouze v parku St. Jakob při významných akcích. Stanice Dreispitz na trati do Jury (otevřená v květnu 2006) má odlehčit stanici SBB od dojíždějících, zejména do a z údolí řeky Birsig.
Podobný status jako Basel Bad stanice mají i stanice St. Johann na trati SNCF do Mulhouse a Riehen Niederholz a Riehen na německé trati do Wiesenthalu. Všechny tři stanice se nacházejí na švýcarském území, ale pro celní účely jsou francouzským, resp. německým územím.

### Městská hromadná doprava

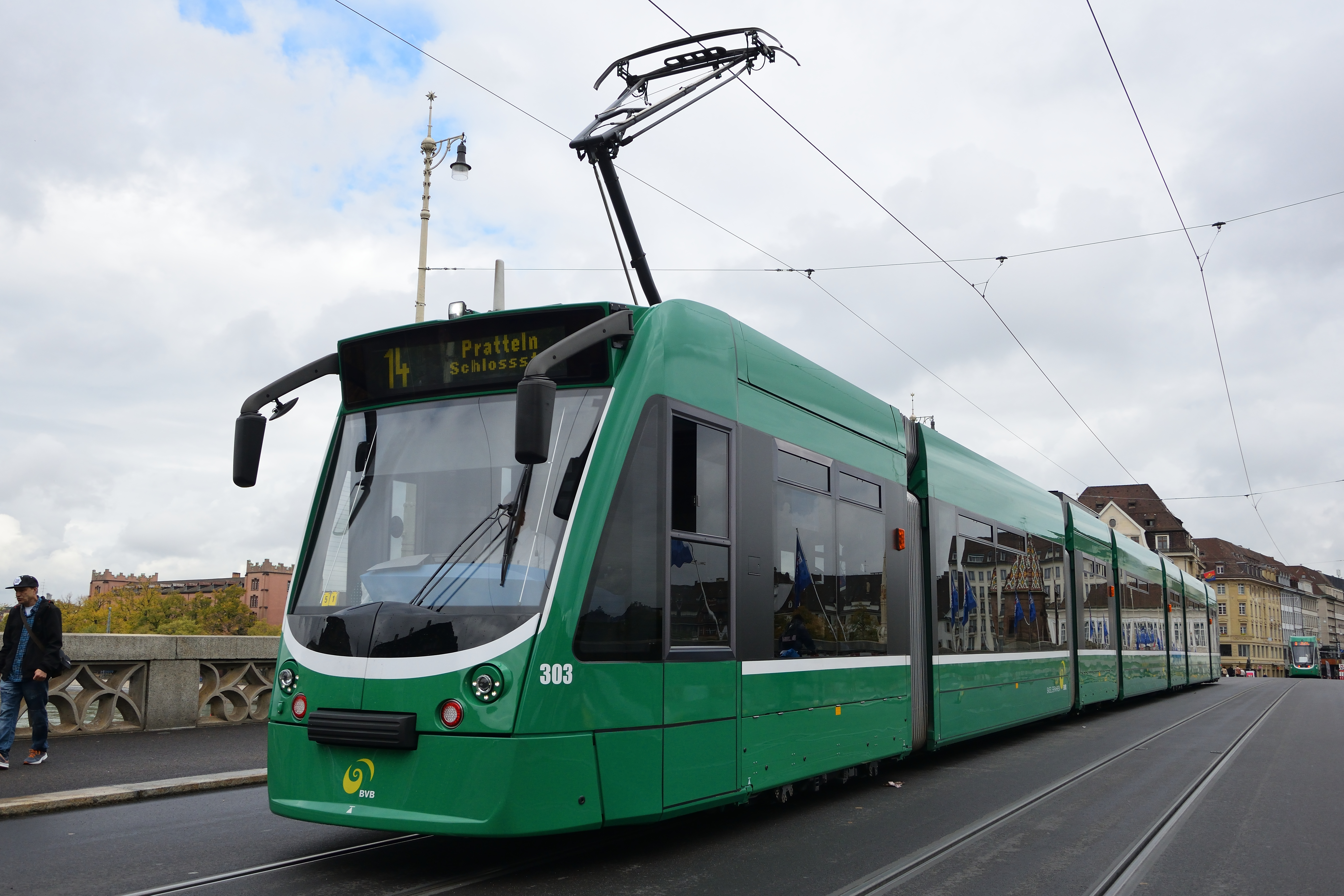
Tramvaj v Basileji

Městskou hromadnou dopravu ve městě Basileji i v přilehlém okolí zajišťuje zejména rozsáhlá tramvajová síť, kterou doplňují četné autobusové linky provozované společnostmi Basler Verkehrs-Betriebe, Baselland Transport AG, Autobus AG Liestal a několika dalšími společnostmi. Basilej je jedním ze čtyř míst na světě, kde je v provozu mezinárodní tramvajová doprava, a zároveň jediným, jehož tramvajová síť zasahuje do tří států (Švýcarsko, Francie i Německo).

### Lodní doprava
Basilej je také spojena se zbytkem Švýcarska a sousedními zeměmi prostřednictvím Rýna. Společnost Schifffahrtsgesellschaft Basel provozuje plavby po Rýnu až do Rheinfeldenu. Basilej je domovským přístavem i dalších lodních společností, které odtud nabízejí plavby po Rýnu a na Mohan a Moselu.
Basilej je zároveň domovským přístavem švýcarské námořní dopravy.
Důležitým pilířem švýcarského hospodářství je basilejská rýnská lodní doprava s rýnskými přístavy Kleinhüningen, St. Johann a Birsfelden.